# Comuna Zolotievca, Anenii Noi
Zolotievca este o comună din raionul Anenii Noi, Republica Moldova. Cuprinde satele Larga, Nicolaevca și Zolotievca.

## Demografie
Structură etnică
     moldoveni (33,8%)
     ucraineni (56%)
     ruși (7,4%)
     găgăuzi (0,3%)
     bulgari (1,4%)
     polonezi (0,1%)
     alte etnii / nedeclarată (1%)
Conform recensământului din 2004, populația comunei numără 1000 de oameni, dintre care 491 (49,1%) bărbați și 509 (50,9%) femei. Repartizarea naționalităților este următoarea:
- moldoveni — 338;
- ucraineni — 560;
- ruși — 74;
- găgăuzi — 3;
- bulgari — 14;
- polonezi — 1;
- altele / nedeclarată — 10.

## Administrație și politică
Componența Consiliului local Zolotievca (9 consilieri), ales la 5 noiembrie 2023, este următoarea:
|  | Partid                                       | Consilieri | Componență | Componență | Componență | Componență | Componență | Componență | Componență | Componență | Componență |
|  | -------------------------------------------- | ---------- | ---------- | ---------- | ---------- | ---------- | ---------- | ---------- | ---------- | ---------- | ---------- |
|  | Partidul Socialiștilor din Republica Moldova | 9          |            |            |            |            |            |            |            |            |            |